# Степной путь
Степной путь - сухопутный торговый маршрут, проходящий по Евразийской степи, является предшественником Великого шёлкового пути, существовав за две тысячи лет до него. 
Основными товарами были шёлк и лошади, второстепенными: меха, оружие, музыкальные инструменты, драгоценные камни (бирюза, лазурит, агат, нефрит) и ювелирные изделия. Маршрут протянулся примерно на 10 000 км.

## География
Степной путь пролегал через степи Северной Азии и соединял Восточную Европу с северо-восточным Китаем, от устья Дуная до Тихого океана. На севере он был ограничен лесами России и Сибири. Ясной южной границы не было, хотя южные полупустыни и пустыни затрудняли передвижение. Главной особенностью степного ландшафта является континентальный климат и недостаток влаги, что создаёт неблагоприятные условия для земледелия. Степь прерывается в трёх местах: Уральскими горами, Алтайскими горами, которые постепенно переходят в Саянские горы на востоке, и Большим Хинганским хребтом; они делят степь на четыре части, которые могут пересечь всадники. Высота некоторых горных хребтов, таких как Алтайские горы, достигающая 4000 метров (13 000 футов), изначально обеспечивала автономность некоторых регионов.
Обширная территория, простирающаяся вдоль Степного пути, разнообразна и включает в себя сухие степи, пустыни, горы, оазисы, озёра, реки и их дельты, равнинные степи, горные степи и лесостепи. Животный мир этой местности был постоянным источником вдохновения для художников и мастеров раннего периода. Гиппократ размышлял о влиянии климатических изменений на жизнедеятельность людей и выдвинул идею о том, что они влияют на организацию человеческих сообществ, что объясняет миграцию населения. Демографическое давление на сельскохозяйственные районы, прилегающие к Степному пути, вероятно, привело к тому, что более уязвимые группы, находившиеся на периферии этих сельскохозяйственных районов, начали мигрировать в поисках лучших условий жизни. Поскольку богатые пастбища были не всегда доступны, это способствовало переходу к кочевому образу жизни. Такой образ жизни способствовал развитию военной культуры, необходимой для защиты стад и завоевания новых территорий. Специфическая география степей создала экосистему, способную распространять важнейшие достижения в области развития, в том числе способствовать расселению современных людей, одомашниванию и разведению животных, появлению колесниц со спицами и кавалерии, раннему производству металлов (меди) и торговле, индоевропейским языкам и политическому подъёму кочевых государств.

## Сообщества
В отсутствие обнаруженных письменных записей ранних кочевников Евразии трудно определить, как они называли себя. Различные ранние культуры, существовавшие вдоль Великого шёлкового пути, в основном идентифицируются по характерным захоронениям и изящным артефактам. Качество артефактов свидетельствует о высоком уровне развития кочевой дописьменной культуры и мастерства, что опровергает мнение о том, что кочевые сообщества были менее развитыми, чем оседлые. Кочевой образ жизни, связанный со скотоводством и одновременным земледелием, в котором центральную роль играла конная война, практиковавшаяся элитой, распространился в этом регионе примерно с 1000 года до н. э. Позднее степные кочевники, как правило, жили организованными сообществами, несколько раз в год меняя место жительства, переезжая с летних пастбищ на зимние, и были известны и ожидаемы другими соседними сообществами. Эти группы, по-видимому, часто взаимодействовали друг с другом, а также торговали с оседлыми сообществами и охотились на них.
Согласно общепринятой точке зрения, ранние сообщества евразийских степей были объединены, но не обязательно имели тесные этнические связи. С одной стороны, у каждого народа могла быть своя история. С другой стороны, сообщества поддерживали тесные контакты как со своими соседями, так и с теми, кто жил далеко. Французский историк Фернан Бродель считал, что скотоводы-кочевники были разрушительной силой, которая часто прерывала периоды медленных исторических процессов, способствуя быстрым изменениям и культурным колебаниям.
Недавно изученные археологические памятники, такие как Берель в Казахстане, захоронение пазырыкской культуры, расположенное недалеко от границ с Россией, Монголией и Китаем на стыке Алтайских и Тарбагатайских гор вдоль реки Кара-Каба, показали, что предстоит ещё много работы, чтобы лучше понять сообщества, граничащие с этим межкультурным транспортным маршрутом, и оценить неисследованные памятники в Казахстане, Кыргызстане, Узбекистане, Туркменистане и Таджикистане. Исследование подтвердило, что полукочевые племена конца IV — начала III века до н. э., известные Геродоту как аримаспы, не только разводили лошадей для торговли. Они также были металлургами, строителями, гончарами, ювелирами, резчиками по дереву и художниками, которые оказали значительное влияние на слияние Востока и Запада.

## История

### Верхний палеолит
К концу плиоцена в результате тектонической активности образовались основные горные хребты и низменности, в том числе бассейны Аральского и Каспийского морей и Сарыкамышская впадина; сформировались примитивные речные системы Сырдарьи, Зеравшана, Амударьи, Узбоя, Мургаба, Теджена, Атрека и Горгана. Циклические изменения климата в эпохи плейстоцена и голоцена в конечном счёте привели к потеплению и уменьшению засушливости климата на большей части Западной Азии, что привело к формированию современного облика и экологии региона. Первыми современными людьми, мигрировавшими в Азию и Европу, были охотники-собиратели; вероятно, они начали переселяться из Африки во время «Зелёной Сахары». Окаменелости, найденные при раскопках на горе Кармель в Израиле в 2002 году, свидетельствуют о том, что человек разумный появился у ворот Степного пути раньше, чем считалось ранее, — 194 000–177 000 лет назад — и, возможно, скрещивался с неандертальцами, населявшими некоторые части Евразии. Общая схема миграции этих популяций до сих пор неясна. Примерно в 9000 году до н. э. на смену охотникам-собирателям пришли новые иммигранты с Ближнего Востока, бывшие более приспособленными к выживанию благодаря знанию примитивного земледелия.
Доминирующее положение, которое кочевые сообщества занимали в степной экологической нише, было результатом их военного и технического превосходства. Считается, что кочевой образ жизни зародился в степях Северного Кавказа ещё в VIII тысячелетии до н. э. Послеледниковый период характеризовался постепенным повышением температуры, пик которого пришёлся на V и IV тысячелетия до н. э. Эти более благоприятные условия обеспечили людей пастбищами и более стабильными источниками пищи, что привело к резкому увеличению их численности. Регулярный сбор дикорастущих злаков привел к эмпирическому разведению и отбору злаков (пшеницы, ячменя), которые можно было возделывать. Это также привело к одомашниванию животных (ослов, коз, лошадей, овец, козлов) для разведения скота. Хотя качество и количество артефактов варьируется от участка к участку, общее впечатление таково, что развитие ремесел способствовало созданию более стабильных поселений и более точному определению маршрутов, соединяющих определенные сообщества друг с другом. Ауриньякская культура распространилась по Сибири, и в качестве свидетельства её присутствия недалеко от Иркутска, на реке Верхняя Ангара, была найдена ауриньякская фигурка Венеры. Следы мадленской культуры также были обнаружены в Маньчжурии, Сибири и Хэбэй. Скотоводство стало важным шагом в социальном развитии и подготовило почву для создания древних полукочевых государств вдоль Евразийского степного пути.
Анализ изотопов углерода и азота в скелетном коллагене этих же человеческих останков помог классифицировать их рацион питания и охарактеризовать экономику степных сообществ. Анализ изотопов стронция помог выявить перемещения фауны и человека между различными регионами. Анализ изотопов кислорода применяется для восстановления ранних привычек употребления алкоголя и влияния климатических изменений на население. Сочетание этих факторов было направлено на восстановление более точной картины условий жизни того времени. Анализ 1500 линий митохондриального генома помог определить время прибытия в разные регионы Европы охотников-собирателей, которые впоследствии освоили земледелие. Было установлено, что в Центральной и Юго-Западной Европе это произошло в основном в эпоху неолита. В Центральном и Восточном Средиземноморье первые мигранты появились гораздо раньше — в позднем плейстоцене.

### Неолит
К этому периоду относится раннее знакомство с производящей экономикой в Причерноморско-Каспийской степи. Переход от собирательства к производящей экономике, основанной на земледелии и скотоводстве, привёл к глубоким социальным и культурным изменениям. Охота и речная рыбалка, вероятно, продолжали играть важную роль в обеспечении жизнедеятельности, особенно в лесостепных районах. Переход к животноводству сыграл решающую роль в истории развития человеческого общества и внёс значительный вклад в «неолитическую революцию». Одновременно с этим появился новый образ жизни, связанный со строительством более удобных поселений для одомашнивания растений и животных, ремесленной деятельностью (приведшей к широкому распространению украшений) и погребальными обрядами, включая возведение первых курганов в энеолитический период (переходный между неолитом и бронзовым веком).
Земли Внутренней Евразийской степи, возможно, с IV тысячелетия до н. э. были заселены кочевыми общинами, а именно протоиндоиранцами, говорившими на андроновском языке и занимавшимися экстенсивным коневодством, перемещаясь с места на место. Это способствовало тому, что контакты и влияние скотоводов распространялись на большие территории. Самые ранние свидетельства верховой езды относятся к Среднему Стогу на востоке Украины и на юге России, где был одомашнен двугорбый верблюд примерно в 4000 году до н. э. Этот двугорбый тяжеловоз — одно из самых приспособляемых животных в мире, способное выдерживать температуру от 40 °C до -30 °C. В Восточной Евразии земледелие, вероятно, было начато индоевропейскими общинами (тохарами), обосновавшимися в Таримской впадине на северо-западе Китая) примерно в 4000 году до н. э. В Западной Евразии революционное изобретение письменности, датируемое тем же периодом, по-видимому, было связано с необходимостью вести учёт, но развилось в шумерской традиции оставлять послания для загробной жизни. Во Внутреннем Китае, который занимал примерно половину территории современного китайского государства (то есть без учёта Маньчжурии, Монголии, Синьцзяна и Цинхай-Тибетского нагорья), были обнаружены резные изображения символов Цзяху на панцирях черепах, датируемые примерно 6200–6600 годами до н. э. На данный момент они скорее являются символами, чем свидетельством систематического письма. Письменность и счёт, вероятно, зародились независимо друг от друга в разных регионах Евразии, включая Средиземноморский бассейн и Месопотамию, но, судя по всему, они относительно быстро распространились по Степному пути.

### Бронзовый век
Переходный период к бронзовому веку в разных географических регионах Степного пути протекал по-разному. Однако многие ремесленные производства были связаны с изготовлением украшений, инструментов и предметов домашнего обихода. Уже в VI–V тысячелетиях до н. э. (культура Винча, располагавшаяся на территории современной Сербии) Причерноморско-Каспийская степь стала родиной производства меди, которое затем распространилось по всей степной зоне в течение следующих двух тысячелетий. В начале четвёртого тысячелетия степные скотоводы принесли в Алтайскую область медные технологии. Бронзовый век ознаменовался резким похолоданием климата, которое на рубеже III и II тысячелетий до н. э. сменилось новым повышением температуры, более благоприятным для земледелия и скотоводства. Использование доисторической кавалерии и металлического оружия, вероятно, привело к формированию гораздо более милитаризованной и, возможно, более враждебной среды, что спровоцировало миграцию наиболее миролюбивых — или самых слабых — Homo sapiens в более отдалённые части Степи.
Высококвалифицированные ремесленники, занимавшиеся выплавкой металла и гончарным делом (изготовление расписных сосудов и терракотовых скульптур), жили бок о бок с людьми, занимавшимися производством украшений из полудрагоценных камней (лазурита, бирюзы, шпинели, кварца). Экономическое процветание привело к необычайному богатству художественного самовыражения, которое проявлялось в небольших формах, в частности в расписной керамике, небольших резных предметах, украшениях, вдохновлённых дикой природой, и погребальных дарах. Это также способствовало усложнению социальной организации.
Торговые пути в Степи показывают, что восточноазиатский шёлк поступал не только из Китая. В неолитических останках (4000–3000 гг. до н. э.) царства Когурё (Корея) была обнаружена глиняная посуда с узорами в виде шелкопряда и листьев тутового дерева, а также небольшие наскальные изображения шелкопряда. В «Записках о Трёх царствах»  отмечалось, что обе конфедерации Пёнхан и Чинхан (позже известные как  Силла и Гая в Корее), «было много тутовых деревьев и шелковичных червей», что указывает на то, что шёлк, производимый на Корейском полуострове, был известен в других странах с древних времён. В конце III тысячелетия до н. э. в восточной части Центральной Азии (Саяно-Алтай, Монголия) появились скотоводческие общины, ориентированные на военное дело. Возникла Нефритовая (Яшмовая) дорога; минерал добывали в Хотане и Яркенде и продавали в Китай. После появления повозок сообщества на Степном пути стали ещё более мобильными.
Конец бронзового века на евразийском степном пути свидетельствует о том, что производство и новая экономическая организация привели к накоплению богатств у ряда семей и появлению новых экономических взаимодействий. Их вожди-мужчины становились военачальниками, вступали в конфликты и заключали союзы, чтобы получить контроль над лучшими пастбищами, или мигрировали, чтобы основать новые государства.

### Великий шёлковый путь
К 2000 году до н. э. сеть торговых путей в степях начала превращаться в Шёлковый путь. К середине этого тысячелетия культура «степных путей» уже прочно укоренилась. Медленно передвигавшиеся группы, следовавшие за тяжёлой колесницей с четырьмя сплошными колёсами, во главе с охотниками и рыбаками, постепенно вытеснялись или порабощались скотоводами из степей и полупустынь. Кочевники ездили верхом на небольших лошадях и умели сражаться верхом, в основном с помощью лука, который был характерным оружием степняков, а иногда даже с помощью меча или сабли, если всадник был более состоятельным. Члены этих подвижных, энергичных и находчивых общин использовали лёгкие боевые колесницы с колёсами диаметром до одного метра с 10 спицами, запряжённые лошадьми. Эта модель распространилась во многих различных направлениях и укрепила и без того надежную систему энергичных и широко распространенных обменов внутри, а иногда и за пределами внутренних евразийских степей. Эти ранние системы обмена в значительной степени зависели от роли взаимосвязанных скотоводческих сообществ. Результатом стала сложная схема миграционных перемещений, трансформаций и культурных взаимодействий вдоль степного маршрута. Во II тысячелетии до нашей эры на обширной территории Центральной Азии произошли крупные перемещения населения, и вся картина этнокультурного развития изменилась.